# Manuel dos Santos Fernandes
Manuel dos Santos Fernandes (*Praia, Cabo Verde, 28 de marzo de 1974) es un exfutbolista francés. Juega de defensa.

## Clubes
| Club                  | País     | Año       |
| --------------------- | -------- | --------- |
| AS Monaco             | Francia  | 1995-1997 |
| Montpellier HSC       | Francia  | 1997-2000 |
| Olympique de Marsella | Francia  | 2000-2004 |
| SL Benfica            | Portugal | 2004-2006 |
| AS Monaco             | Francia  | 2006-2007 |
| RC Strasbourg         | Francia  | 2007-2008 |

## Palmarés

### Campeonatos nacionales
| Título                | Club       | País     | Año  |
| --------------------- | ---------- | -------- | ---- |
| Ligue 1               | AS Monaco  | Francia  | 1997 |
| Superliga             | SL Benfica | Portugal | 2005 |
| Supercopa de Portugal | SL Benfica | Portugal | 2005 |

### Copas internacionales
| Título         | Club            | País    | Año  |
| -------------- | --------------- | ------- | ---- |
| Copa Intertoto | Montpellier HSC | Francia | 1999 |

- Datos: Q1378703